# Жива(I) бромид
Жива(I) бромрид је неоргански метални бромид који се забележава формулом . Беле је боје мада када се загрева пожути и када га изложимо ултраљубичастом светлу флуоресценецира нараџасто. Добијамо га када елементарну живу оксидирамо елементарним бромом или у реакцији натријум бромида са жива(I) нитратом. Временом се распада на жива(II) бромид и живу.